# Rethwisch (Stormarn)
Rethwisch er en by og kommune i det nordlige Tyskland, beliggende i Amt Bad Oldesloe-Land under Kreis Stormarn. Kreis Stormarn ligger i den sydøstlige del af delstaten Slesvig-Holsten. Ved overgangen mellem det det 17. og 18. århundrede var Rethwisch kortvarigt residensby i den lille hertugdømme Schleswig-Holstein-Sonderburg-Plön-Rethwisch.

## Geografi
Rethwisch ligger ca. seks km syd for Bad Oldesloe, ca. 35 km nordøst for Hamborg og 17 km sydvest for Lübeck. Motorvejen A1 passerer lige nordøst for kommunegrænsen. I kommunen ligger landsbyerne og bebyggelserne Rethwischdorf, Steensrade, Frauenholz, Tralauerholz, Altenweide, Klein Boden og Treuholz.